# Nina Neidhart
Nina Neidhart (* 16. Juni 2001 in Mödling) ist eine österreichische Handballspielerin, die beim österreichischen Erstligisten Hypo Niederösterreich unter Vertrag steht.

## Karriere
Neidhart spielte ab dem Jahr 2008 Handball beim österreichischen Verein Vöslauer HC. Im Jahr 2017 wechselte die Außenspielerin zu Hypo Niederösterreich. Dort gehörte sie ab der Saison 2018/19 dem Erstligakader an. Mit Hypo gewann sie 2019 den ÖHB-Cup. In der Saison 2019/20 wurde sie in Österreich zur Handballerin des Jahres gewählt. In der Saison 2020/21 stand sie beim deutschen Bundesligisten Thüringer HC unter Vertrag. Anschließend kehrte sie zu Hypo Niederösterreich zurück. In der Saison 2021/22 wurde sie zum zweiten Mal zur Handballerin des Jahres gewählt. Mit Hypo gewann sie 2022, 2023 und 2024 die österreichische Meisterschaft sowie 2022, 2023 und 2024 den ÖHB-Cup. Nach der Saison 2023/24 verließ sie Hypo Niederösterreich. Nach einer einjährigen Pause kehrte sie zu Hypo Niederösterreich zurück.
Neidhart lief für die österreichische Jugend- und Juniorinnennationalmannschaft auf. Mit diesen Auswahlmannschaften nahm sie an der U-17-Europameisterschaft 2017, an der U-18-Weltmeisterschaft 2019 und an der U-19-Europameisterschaft 2019 teil. Neidhart gab am 27. September 2017 ihr Debüt für die österreichische A-Nationalmannschaft in einem EM-Qualifikationsspiel gegen Rumänien.